# Xiphinema
Genre
Xiphinema est un genre de nématodes (les nématodes sont un embranchement de vers non segmentés, recouverts d'une épaisse cuticule et menant une vie libre ou parasitaire).

## Liste des espèces
N.B. Cette liste est probablement incomplète.
- Xiphinema abrantinum Roca & Pereira, 1991.
- Xiphinema aceri Chizhov & al., 1986.
- Xiphinema aequum Roca & Lamberti, 1988.
- Xiphinema americanum Cobb, 1913.
- Xiphinema artemisiae Chizhov & al., 1986.
- Xiphinema barense Lamberti & al., 1986.
- Xiphinema basilgoodeyi Coomans, 1965.
- Xiphinema belmontense Roca & Pereira, 1992.
- Xiphinema brevicolle Lordello & Da Costa, 1961.
- Xiphinema brevisicum Lamberti & al., 1994.
- Xiphinema cadavalense Bravo & Roca, 1995.
- Xiphinema californicum Lamberti & Bleve-Zacheo, 1979.
- Xiphinema coronatum Roca, 1991.
- Xiphinema coxi Tarjan, 1964.
  - Xiphinema coxi coxi Tarjan, 1964.
  - Xiphinema coxi europaeum Sturhan, 1985.
- Xiphinema dentatum Sturhan, 1978.
- Xiphinema diffusum Lamberti & Bleve-Zacheo, 1979.
- Xiphinema dissimile Roca & al., 1988.
- Xiphinema diversicaudatum (Micoletzky, 1927) — nématode migrant des racines.
- Xiphinema diversum Roca & al., 1989.
- Xiphinema duriense Lamberti & al., 1993.
- Xiphinema elongatum Schuurmans Stekhoven & Teunissen, 1938.
- Xiphinema exile Roca & al., 1989.
- Xiphinema fortuitum Roca & al., 1988.
- Xiphinema gersoni Roca & Bravo, 1993.
- Xiphinema globosum Sturhan, 1978.
- Xiphinema hispidum Roca & Bravo, 1994.
- Xiphinema histriae Lamberti & al., 1993.
- Xiphinema horvatovicae Barsi & Lamberti, 1999.
- Xiphinema illyricum Barsi & Lamberti, 1999.
- Xiphinema incertum Lamberti & al., 1983.
- Xiphinema incognitum Lamberti & Bleve-Zacheo, 1979.
- Xiphinema index Thorne & Allen, 1950.
- Xiphinema ingens Luc & Dalmasso, 1964.
- Xiphinema intermedium Lamberti & Bleve-Zacheo, 1979.
- Xiphinema italiae Meyl, 1953.
- Xiphinema lafoense Roca & al., 1988.
- Xiphinema lanceolatum Roca & Bravo, 1993.
- Xiphinema lapidosum Roca & Bravo, 1993.
- Xiphinema longistilum Lamberti & al., 1994.
- Xiphinema lupini Roca & Pereira, 1993.
- Xiphinema lusitanicum Sturhan, 1983.
- Xiphinema macedonicum Barsi & Lamberti, 1999.
- Xiphinema macroacanthum Lamberti & al., 1989.
- Xiphinema madeirense Brown & al., 1992.
- Xiphinema melitense Lamberti & al., 1982.
- Xiphinema mesostilum Lamberti & al., 1994.
- Xiphinema microstilum Lamberti & al., 1994.
- Xiphinema neovuittenezi Dalmasso, 1969.
- Xiphinema opisthohysterum Siddiqi, 1961.
- Xiphinema pachtaicum (Tulaganov, 1938).
- Xiphinema pachydermum Sturhan, 1983.
- Xiphinema pombalense Bravo & Lamberti, 1996.
- Xiphinema porosum Roca & Agostinelli, 1986.
- Xiphinema pseudocoxi Sturhan, 1985.
- Xiphinema pyrenaicum Dalmasso, 1969.
- Xiphinema radicicola Goodey, 1936.
- Xiphinema riparium Chizhov & al., 1991.
- Xiphinema rivesi Dalmasso, 1969.
- Xiphinema rotundatum Schuurmans Stekhoven & Teunissen, 1938.
- Xiphinema sahelense Dalmasso, 1969.
- Xiphinema santos Lamberti & al., 1993.
- Xiphinema silvesi Roca & Bravo, 1998.
- Xiphinema simile Lamberti & al., 1983.
- Xiphinema taylori Lamberti & al., 1992.
- Xiphinema turcicum Luc & Dalmasso, 1964.
- Xiphinema variurum Barsi & Lamberti, 1998.
- Xiphinema vuittenezi Luc & al., 1964.